# Binnein Beag
Binnein Beag es una montaña escocesa situada en el extremo oriental de la cordillera de los Mamores, a siete kilómetros al norte-noreste de Kinlochleven. Es un pico relativamente pequeño y cónico que está conectado con su vecino mayor, el Binnein Mòr, por un collado a 750 m. A pesar de estar eclipsado por Binnein Mòr, está clasificado como un Munro con una altitud de 943 m. Es común ascenderlo desde Kinlochleven en combinación con Binnein Mòr. Su cima ofrece buenas vistas del Ben Alder hacia el este, los Grey Corries hacia el norte, y la enorme masa del Binnein Mòr hacia el suroeste.